# Campo Canavese
Campo Canavese  è una frazione del comune di Castellamonte, situata a 517 m s.l.m.. Prima di essere aggregato a Castellamonte, fu un comune autonomo del Canavese.

## Geografia fisica

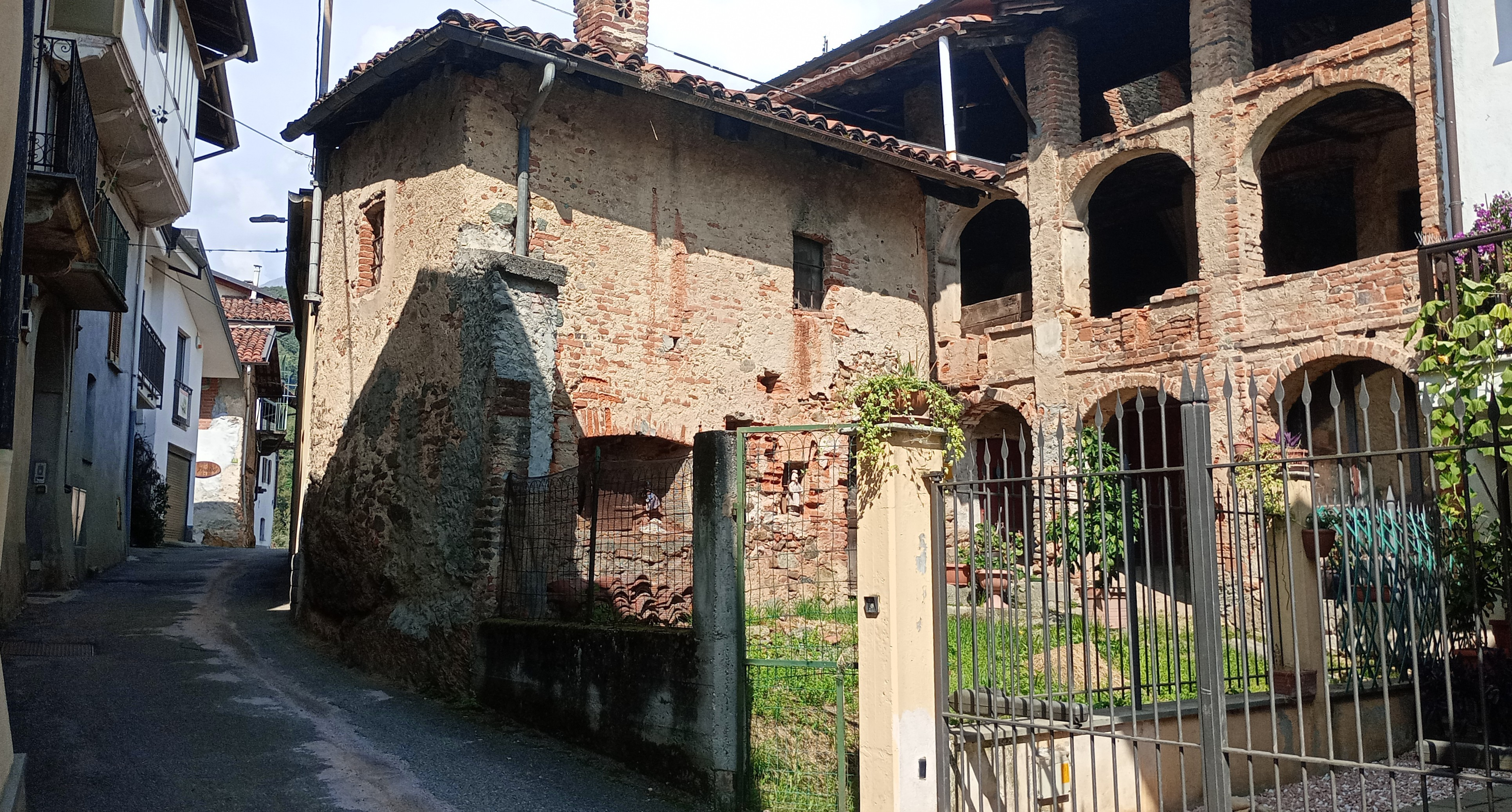
Antica abitazione a loggiato

Il paese è collocato in una zona collinare attraversata dal torrente Malesina, che passa a sud dell'ex-centro comunale. Il suo territorio è circondato da rilievi più alti, ed è caratterizzato dall'abbondanza di boschi di castagno. La zona era nota un tempo per la presenza di terra adatta alla produzione di maiolica.

## Storia

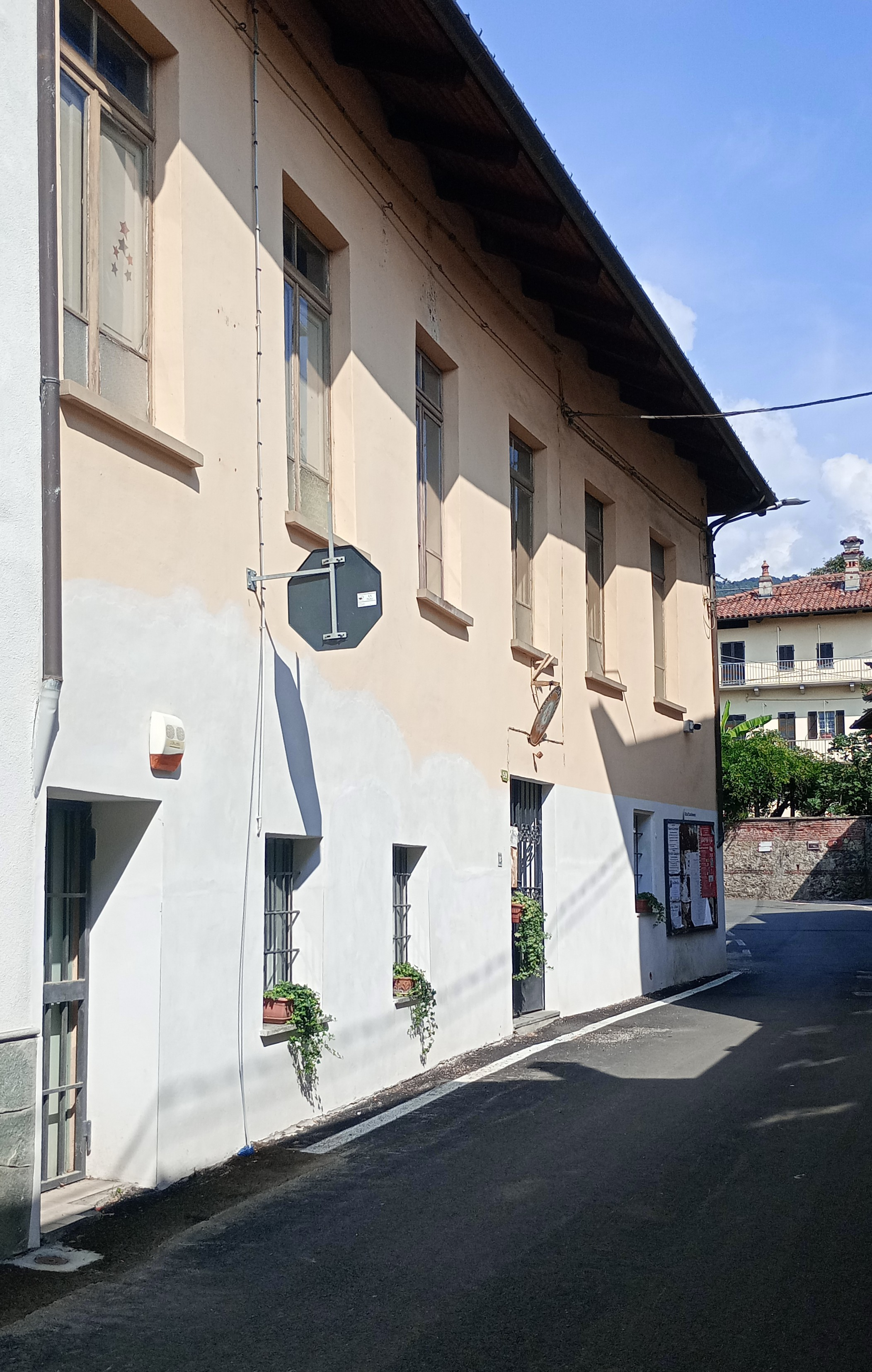
Ex scuola elementare

Campo Canavese fu infeudato a varie famiglie nobiliari della zona tra le quali alcuni rami dei San Martino e i Rolandi-Marchetti. Campo fino al 1760 formava una parrocchia unica con Muriaglio, ma nel 1760 ottenne l'autonomia pastorale, anche a causa dei vari litigi tra i residenti dei due comuni.  In passato l'attività agricolo-pastorale era concentrata in particolare sulla produzione di frumento, meliga, segale, castagne, patate e fieno, e si produceva buon vino in abbondanza. Dall'allevamento si ricavavano latte e burro che venivano commercializzati a Castellamonte. Nella prima metà del Ottocento la popolazione era di 800 abitanti.
Il comune venne aggregato a Castellamonte il 7 marzo 1929 con il Regio decreto n. 443 (pubblicato sulla Gazzetta Ufficiale n. 91 del 18 aprile 1929), assieme con i vicini comuni di Muriaglio e di Baldissero e ad alcune frazioni di altri comuni. A differenza degli altri due comuni, che sono tutt'ora frazioni di Castellamonte, Baldissero recuperò la propria autonomia nel dopoguerra, in data 10 gennaio 1947.

## Edifici di interesse

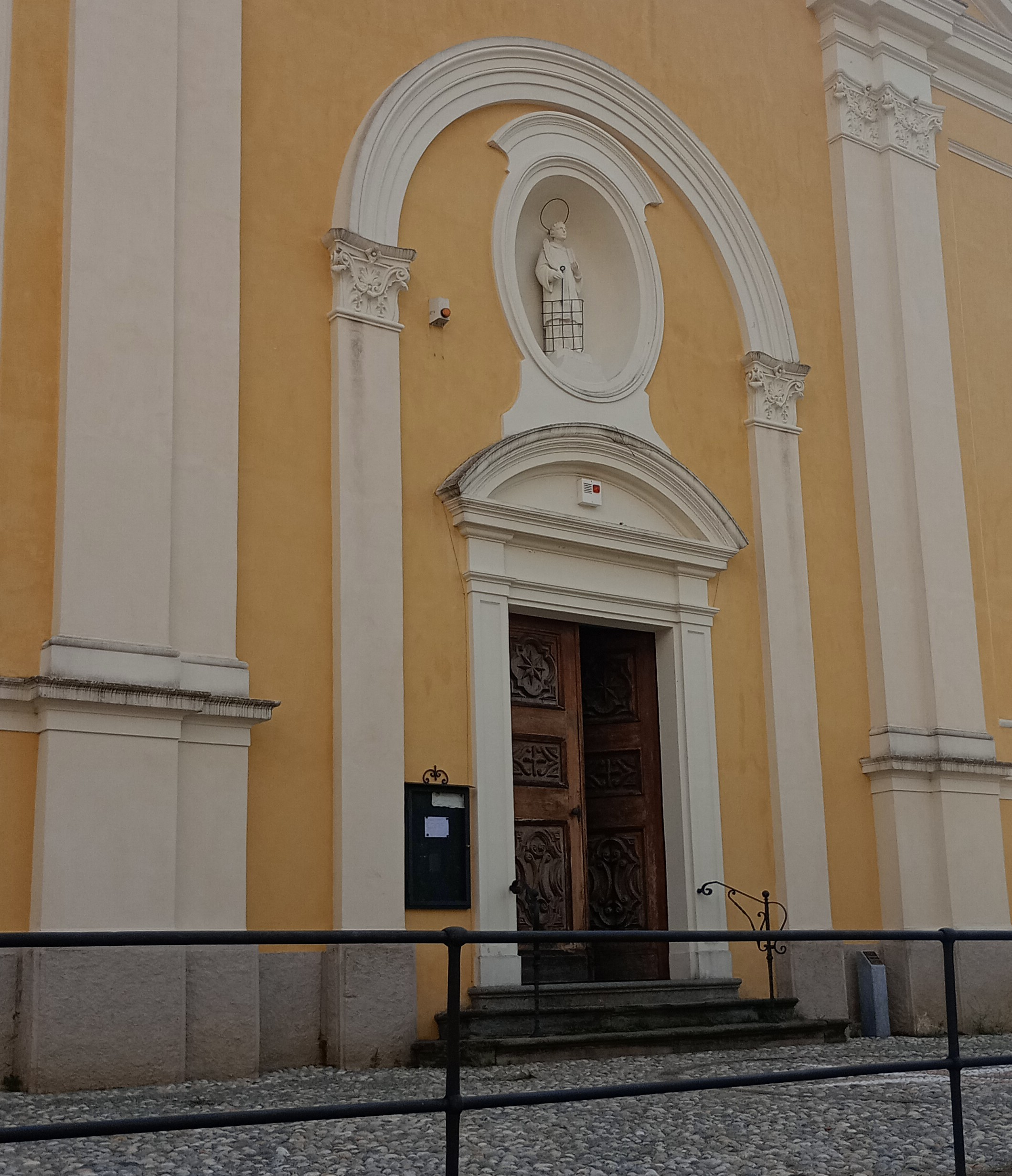
La facciata della chiesa parrocchiale

- Parrocchiale di San Lorenzo, di antichissima origine.[3]